# Alessandro Lualdi
Alessandro Lualdi (Milaan, 12 augustus 1858 - Palermo, 12 november 1927) was een Italiaans geestelijke en kardinaal van de Rooms-Katholieke Kerk in het koninkrijk Italië.
Lualdi bezocht het kleinseminarie in Milaan en studeerde vervolgens aan de Pauselijke Academie van Sint Thomas van Aquino in Rome en aan het Lombardijns Seminarie in diezelfde stad, waar hij doctoraten behaalde in de theologie, de filosofie en het canoniek recht.
Hij werd op 30 oktober 1880 priester gewijd voor het aartsbisdom Milaan. Van 1884 tot 1890 was hij werkzaam in de zielzorg in de stad Milaan om vervolgens een voornamelijk academische loopbaan te vervolgen. Hij doceerde aan het aartsdicosesaan seminarie van Milaan en was van 1894 tot 1904 rector van het Lombardijns College in Rome. Paus Leo XIII benoemde hem in 1899 tot pauselijk kamerheer.
Op 14 november 1904 benoemde paus Pius X Lualdi tot aartsbisschop van Palermo. Hij ontving zijn bisschopswijding in de Romeinse San Carlo al Corso uit handen van kardinaal Francesco di Paola Cassetta, beschermheer van het Lombardijns College.
Tijdens het consistorie van 15 april 1907 creëerde paus Pius X hem kardinaal. De Santi Andrea e Gregorio al Monte Celio werd zijn titelkerk. Kardinaal Lualdi nam deel aan het conclaaf van 1914 dat leidde tot de verkiezing van paus Benedictus XV en aan dat van 1922 waarbij paus Pius XI werd gekozen.
De kardinaal overleed in Palermo. Zijn lichaam werd ter aarde besteld in de aan de Siciliaanse heilige Rosalia gewijde kapel in de kathedraal van Palermo. Luigi Lavitrano volgde hem op.
- Gemeinsame Normdatei: 1130810119
- International Standard Name Identifier: 0000 0000 6225 2028
- Istituto Centrale per il Catalogo Unico: PALV018649
- Virtual International Authority File: 89180077
- WorldCat: E39PBJkXB8rb4VJg4KBjjRjV4q